# 黄金糖
株式会社黄金糖（おうごんとう）は、大阪府大阪市住吉区に本社を置く飴を専業とする製菓会社である。1923年（大正12年）創業。

## 概要
片方がやや細い四角柱形状で、透明感のある金色をした飴「黄金糖」の製造元として知られる。創業から今日まで「黄金糖」を中心に製造を続けている。
かつては朝日放送テレビ（ABCテレビ）制作・テレビ朝日系列全国ネットの番組スポンサーとしてCMも放送された他、毎日放送などでもスポットCMを流していたが、2012年現在『ありがとう浜村淳です』（MBSラジオ）のスポンサーの一社としてCMが放送されている。また、2013年には創業90周年を記念して最新のテレビCM（アニメーションによるもので、キャラクターは『イエロー黄吉』『ゴールド金平』『シュガー糖太』の3人）が製作され、毎日放送ほかで放送されている。

## 黄金糖（菓子）

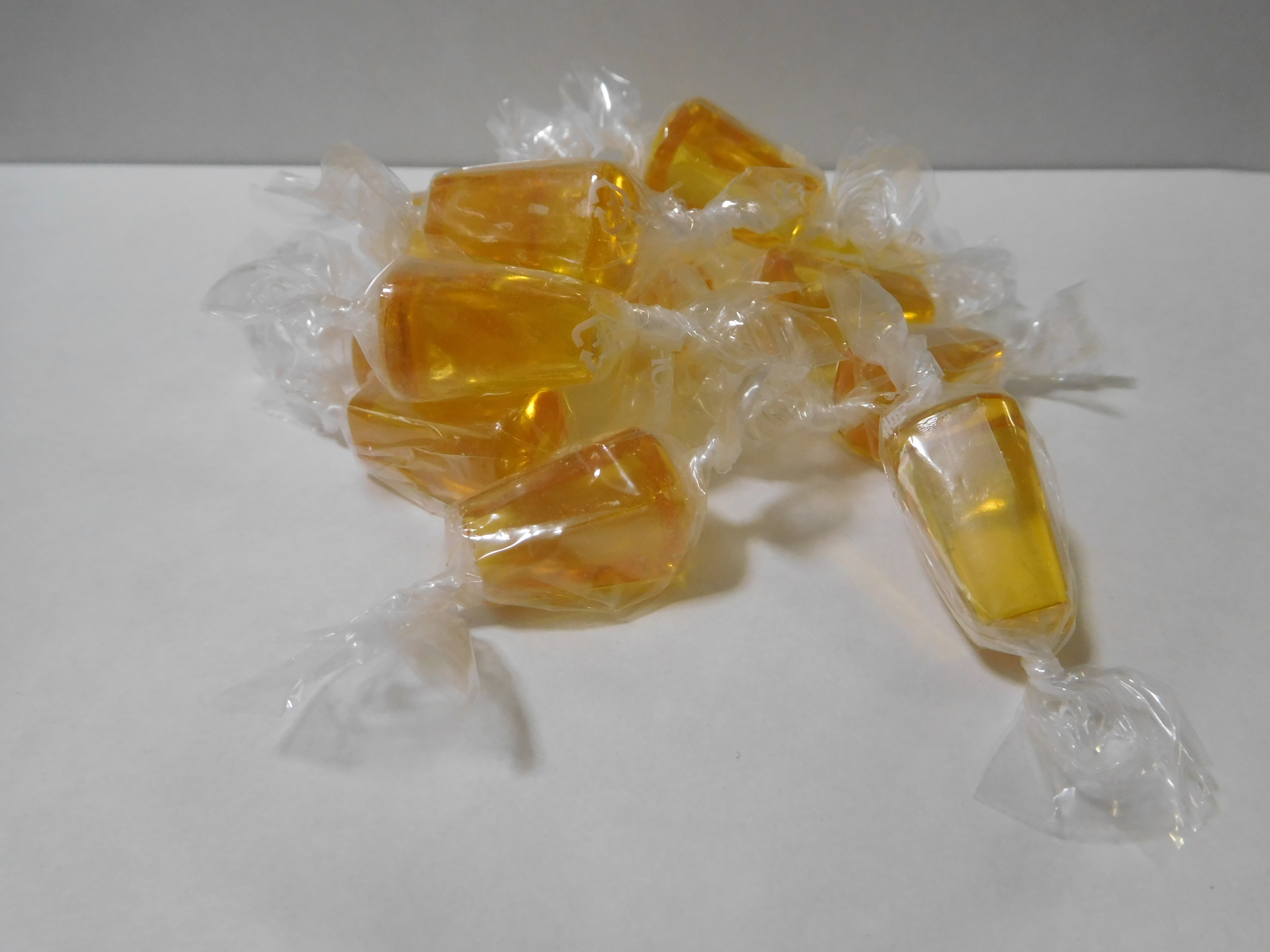
黄金糖

片方がやや細い四角柱形状という独特の形状は、「食べる宝石」をイメージしたものであるほか、成形用の型から取り出すのに適した形状であるという実用的な理由もある。
「黄金糖」は発売当初から砂糖と水飴、奈良の天然水のみでの製造を旨とし、奈良県大和郡山市に所在する工場で生産され続けている。日本国内の流通のみならず、台湾・アメリカ・アジアなどの諸外国にも輸出されている。
味覚糖株式会社が「純露」という「黄金糖」に類似した形状の飴を製造、販売している。「純露」の発売は1971年であり、前述のように大正末期から発売されている「黄金糖」のほうが古くから製造、販売されており、「純露」のほうが形状を踏襲していると言える。
特に関西圏では「黄金糖」の人気が高く、煮物を作る際の隠し味に用いられることもある。

## 沿革
- 1919年 - 初代・瀬戸口伊勢松が宮崎県都城市で「金銀糖」で売り出す。
- 1923年 - 大阪で名前を「黄金糖」と変えて瓶詰め形態にする。現在の黄金糖の形式である「四角柱」もこの時に誕生。大阪府堺市堺区南瓦町で「瀬戸口商店」創業。
- 1944年 - 太平洋戦争で砂糖が入手困難になり休業。
- 1945年 - 空襲で堺市の工場が焼失。
- 1946年 - 黄金糖の生産を再開。
- 1950年 - 株式会社に改組。資本金80万円にて「丸十製菓株式会社」設立。
- 1952年 - 大阪市住吉区清水丘に本社移転。社名を「株式会社瀬戸口製菓所」に変更。
- 1956年 - 東京都荒川区に東京営業所を開設。
- 1959年 - 明治神宮例大祭に、黄金糖をこの年から献菓。
- 1960年 - 橿原神宮紀元祭に、黄金糖をこの年から献菓。
- 1961年 - 黄金糖が第15回全国菓子大博覧会で名誉大賞を受賞。
- 1964年 - 東京営業所を足立区に移転。
- 1965年 - 黄金糖の製造工程をオートメーション化。
- 1967年 - 黄金糖の海外販路拡張のため、大阪税関長から保税工場の認可を受ける。
- 1969年 - 黄金糖が第3回日本商工殿堂表彰大会で名誉総裁賞を受賞。
- 1970年 - 黄金糖が日本航空の機内サービスに採用される（2015年現在も継続中）。
- 1973年 - 黄金糖が第18回全国菓子大博覧会で名誉総裁賞を受賞。
- 1976年 - 社名を「株式会社黄金糖」に変更。
- 1989年 - 黄金糖が第21回全国菓子大博覧会で名誉無監査賞を受賞。
- 1989年 - 黄金糖とラムネ味キャンディを合わせた業界初の2層式キャンディ「ドッ・きんぐ」を発売。
- 1994年 - 「ドッ・きんぐ」を「ビタデルカス」に名称変更
- 2002年 - 「ビタデルカス」を「ビタイン」に名称変更。
- 2011年 - 保税工場廃止。

## 事業所
- 本社所在地：大阪府大阪市住吉区清水丘3丁目8-21
- 営業本部・工場：奈良県大和郡山市小泉町1255-2
- 東京営業所：東京都足立区東和3丁目7-4
- 名古屋営業所：愛知県春日井市勝川新町3-38
- 九州営業所：福岡県福岡市南区西長住1-7-34

## 主な商品
- 黄金糖
- 黄金糖のど飴
- 黄金糖タブレーノ（2層式キャンディ）
  - レモン
  - ヨーグルト
  - 梅
  - ソーダ
- プロポリスのど飴
- しょうがあめ
- ゴールデンドロップ
- ミルクコーヒーキャンディ
- 紅茶のキャンディ
- みたらし風塩飴
- シトラスキャンディ
- カラメル黒飴
- 塩飴
- レモンソーダのど飴